# Palmarés da Green Project-Bardiani CSF-Faizanè
A equipa de ciclismo profissional Green Project-Bardiani CSF-Faizanè (e suas anteriores denominações) tem tido nos últimos anos as seguintes vitórias:

## Ceramica Panaria-Navigare

### 2005

#### UCI ProTour
| Datas      | Corridas                       | Vencedor        |
| 7 de maio  | Prólogo do Giro d'Italia (CRI) | Brett Lancaster |
| 11 de maio | 4.ª etapa do Giro d'Italia     | Luca Mazzanti   |

#### Circuitos Continentais da UCI
| Datas          | Circuito                | Corridas                                 | Vencedor                   |
| 28 de janeiro  | UCI Asia Tour de 2005   | 1.ª etapa do Tour de Langkawi            | Graeme Brown               |
| 29 de janeiro  | UCI Asia Tour de 2005   | 2.ª etapa do Tour de Langkawi            | Rubén Bongiorno            |
| 1 de fevereiro | UCI Asia Tour de 2005   | 5.ª etapa do Tour de Langkawi            | Graeme Brown               |
| 2 de fevereiro | UCI Asia Tour de 2005   | 6.ª etapa do Tour de Langkawi            | Rubén Bongiorno            |
| 3 de fevereiro | UCI Asia Tour de 2005   | 7.ª etapa do Tour de Langkawi            | Graeme Brown               |
| 5 de fevereiro | UCI Asia Tour de 2005   | 9.ª etapa do Tour de Langkawi            | Graeme Brown               |
| 6 de fevereiro | UCI Asia Tour de 2005   | 10.ª etapa do Tour de Langkawi           | Graeme Brown               |
| 22 de março    | UCI Europe Tour de 2005 | 1.ªA etapa da Settimana Coppi e Bartali  | Rubén Bongiorno            |
| 28 de março    | UCI Europe Tour de 2005 | Giro de Reggio Calabria                  | Rubén Bongiorno            |
| 7 de abril     | UCI Europe Tour de 2005 | 1.ª etapa da Semana Lombarda             | Rubén Bongiorno            |
| 10 de abril    | UCI Europe Tour de 2005 | 4.ª etapa da Semana Lombarda             | Freddy González            |
| 17 de abril    | UCI Europe Tour de 2005 | Giro de Ouro                             | Luca Mazzanti              |
| 22 de abril    | UCI Europe Tour de 2005 | Giro do Trentino                         | Julio Alberto Pérez Cuapio |
| 30 de abril    | UCI Europe Tour de 2005 | 5.ª etapa do Circuito de Lorena          | Paride Grillo              |
| 30 de abril    | UCI Europe Tour de 2005 | G. P. Indústria e Artigianato-Larciano   | Luca Mazzanti              |
| 23 de julho    | UCI Europe Tour de 2005 | 2.ªA etapa do Brixia Tour                | Rubén Bongiorno            |
| 23 de julho    | UCI Europe Tour de 2005 | 2.ªB etapa do Brixia Tour (CRI)          | Emanuele Sella             |
| 24 de julho    | UCI Europe Tour de 2005 | Brixia Tour                              | Emanuele Sella             |
| 6 de agosto    | UCI Europe Tour de 2005 | 4.ª etapa da Volta à Dinamarca           | Paride Grillo              |
| 9 de agosto    | UCI Europe Tour de 2005 | G. P. Fred Mengoni                       | Luca Mazzanti              |
| 10 de agosto   | UCI Europe Tour de 2005 | 1.ª etapa do Regio Tour                  | Rubén Bongiorno            |
| 17 de setembro | UCI Europe Tour de 2005 | Grande Prêmio Cidade de Misano Adriático | Rubén Bongiorno            |
| 22 de outubro  | UCI Europe Tour de 2005 | Florencia-Pistoia                        | Sergiy Matveyev            |

### 2006

#### UCI ProTour
| Datas      | Corridas                    | Vencedor            |
| 21 de maio | 14.ª etapa do Giro d'Italia | Luis Felipe Laverde |

#### Circuitos Continentais da UCI
| Datas           | Circuito                     | Corridas                           | Vencedor            |
| 3 de fevereiro  | UCI Asia Tour de 2005-2006   | 1.ª etapa do Tour de Langkawi      | Maximiliano Richeze |
| 4 de fevereiro  | UCI Asia Tour de 2005-2006   | 2.ª etapa do Tour de Langkawi      | Rubén Bongiorno     |
| 11 de fevereiro | UCI Asia Tour de 2005-2006   | 9.ª etapa do Tour de Langkawi      | Sergiy Matveyev     |
| 2 de abril      | UCI Europe Tour de 2005-2006 | G. P. da Villa de Rennes           | Paride Grillo       |
| 5 de abril      | UCI Europe Tour de 2005-2006 | 2.ª etapa do Circuito de la Sarthe | Paride Grillo       |
| 18 de abril     | UCI Europe Tour de 2005-2006 | 1.ª etapa do Giro do Trentino      | Luca Mazzanti       |
| 14 de junho     | UCI Europe Tour de 2005-2006 | Subida ao Naranco                  | Fortunato Baliani   |
| 23 de julho     | UCI Europe Tour de 2005-2006 | 4.ª etapa do Brixia Tour           | Paride Grillo       |
| 24 de julho     | UCI Europe Tour de 2005-2006 | 1.ª etapa do Tour de Valônia       | Aitor Galdós        |
| 2 de agosto     | UCI Europe Tour de 2005-2006 | 1.ª etapa da Volta à Dinamarca     | Aitor Galdós        |

### 2007

#### UCI ProTour
| Datas      | Corridas                   | Vencedor            |
| 18 de maio | 6.ª etapa do Giro d'Italia | Luis Felipe Laverde |

#### Circuitos Continentais da UCI
| Datas          | Circuito                     | Corridas                           | Vencedor            |
| 3 de fevereiro | UCI Asia Tour de 2006-2007   | 2.ª etapa do Tour de Langkawi      | Maximiliano Richeze |
| 4 de março     | UCI Europe Tour de 2006-2007 | Grande Prêmio de Lugano            | Luca Mazzanti       |
| 8 de abril     | UCI Europe Tour de 2006-2007 | G. P. da Villa de Rennes           | Sergiy Matveyev     |
| 11 de abril    | UCI Europe Tour de 2006-2007 | 2.ª etapa do Circuito de la Sarthe | Paride Grillo       |
| 27 de abril    | UCI Europe Tour de 2006-2007 | 4.ª etapa do Giro do Trentino      | Maximiliano Richeze |
| 24 de maio     | UCI Europe Tour de 2006-2007 | Circuito de Lorena                 | Matteo Priamo       |
| 7 de junho     | UCI Europe Tour de 2006-2007 | 1.ª etapa do Volta ao Luxemburgo   | Maximiliano Richeze |
| 27 de julho    | UCI Europe Tour de 2006-2007 | 2.ªB etapa do Brixia Tour          | Emanuele Sella      |
| 5 de agosto    | UCI Europe Tour de 2006-2007 | 1.ª etapa da Volta a Portugal      | Paride Grillo       |
| 9 de agosto    | UCI Europe Tour de 2006-2007 | Grande Prêmio Cidade de Camaiore   | Fortunato Baliani   |
| 12 de agosto   | UCI Europe Tour de 2006-2007 | 7.ª etapa da Volta a Portugal      | Paride Grillo       |
| 29 de agosto   | UCI Europe Tour de 2006-2007 | Grande Prêmio Nobili Rubinetterie  | Luis Felipe Laverde |

## CSF Group-Navigare

### 2008

#### Grandes Voltas (e corridas ex-ProTour)
| Datas      | Corridas                    | Vencedor       |
| 15 de maio | 6.ª etapa do Giro d'Italia  | Matteo Priamo  |
| 24 de maio | 14.ª etapa do Giro d'Italia | Emanuele Sella |
| 25 de maio | 15.ª etapa do Giro d'Italia | Emanuele Sella |
| 31 de maio | 20.ª etapa do Giro d'Italia | Emanuele Sella |

#### Circuitos Continentais da UCI
| Datas           | Circuito                      | Corridas                               | Vencedor                   |
| 24 de janeiro   | UCI America Tour de 2007-2008 | 2.ª etapa do Tour de San Luis          | Maximiliano Richeze        |
| 16 de fevereiro | UCI Asia Tour de 2007-2008    | 8.ª etapa do Tour de Langkawi          | Filippo Savini             |
| 17 de fevereiro | UCI Asia Tour de 2007-2008    | 9.ª etapa do Tour de Langkawi          | Mauro Richeze              |
| 29 de março     | UCI Europe Tour de 2007-2008  | 5.ª etapa da Settimana Coppi e Bartali | Emanuele Sella             |
| 11 de abril     | UCI Europe Tour de 2007-2008  | 5.ª etapa do Circuito de la Sarthe     | Maximiliano Richeze        |
| 14 de abril     | UCI Europe Tour de 2007-2008  | 1.ª etapa do Volta à Turquia           | Rubén Bongiorno            |
| 16 de abril     | UCI Europe Tour de 2007-2008  | 3.ª etapa do Volta à Turquia           | Matteo Priamo              |
| 17 de abril     | UCI Europe Tour de 2007-2008  | 4.ª etapa do Volta à Turquia           | Filippo Savini             |
| 18 de abril     | UCI Europe Tour de 2007-2008  | 5.ª etapa do Volta à Turquia           | Matteo Priamo              |
| 19 de abril     | UCI Europe Tour de 2007-2008  | 6.ª etapa do Volta à Turquia           | Maximiliano Richeze        |
| 20 de abril     | UCI Europe Tour de 2007-2008  | 7.ª etapa do Volta à Turquia           | Maximiliano Richeze        |
| 30 de julho     | UCI Europe Tour de 2007-2008  | 1.ª etapa da Volta à Dinamarca         | Rubén Bongiorno            |
| 2 de agosto     | UCI Europe Tour de 2007-2008  | 4.ª etapa da Volta à Dinamarca         | Rubén Bongiorno            |
| 28 de dezembro  | UCI America Tour de 2008-2009 | 14.ª etapa da Volta à Costa Rica       | Julio Alberto Pérez Cuapio |

### 2009

#### Circuitos Continentais da UCI
| Datas           | Circuito                     | Corridas                                   | Vencedor           |
| 14 de fevereiro | UCI Europe Tour de 2008-2009 | 2.ª etapa do Giro da Província de Grosseto | Marco Frapporti    |
| 4 de abril      | UCI Europe Tour de 2008-2009 | 5.ª etapa da Semana Lombarda               | Domenico Pozzovivo |
| 4 de abril      | UCI Europe Tour de 2008-2009 | Hel van het Mergelland                     | Mauro Finetto      |
| 12 de abril     | UCI Europe Tour de 2008-2009 | 1.ª etapa do Volta à Turquia               | Mauro Finetto      |
| 17 de abril     | UCI Europe Tour de 2008-2009 | 6.ª etapa do Volta à Turquia               | Mauro Finetto      |
| 19 de julho     | UCI Europe Tour de 2008-2009 | Giro de Reggio Calabria                    | Fortunato Baliani  |

## Colnago-CSF Inox

### 2010

#### UCI World Calendar
| Datas      | Corridas                    | Vencedor        |
| 21 de maio | 13.ª etapa do Giro d'Italia | Manuel Belletti |

#### Circuitos Continentais da UCI
| Datas          | Circuito                     | Corridas                          | Vencedor           |
| 2 de abril     | UCI Europe Tour de 2009-2010 | 2.ª etapa da Semana Lombarda      | Mattia Gavazzi     |
| 23 de abril    | UCI Europe Tour de 2009-2010 | 4.ª etapa do Giro do Trentino     | Domenico Pozzovivo |
| 19 de junho    | UCI Europe Tour de 2009-2010 | Coppa Papà Carlo                  | Gianluca Brambilla |
| 22 de julho    | UCI Europe Tour de 2009-2010 | 2.ª etapa do Brixia Tour          | Domenico Pozzovivo |
| 24 de julho    | UCI Europe Tour de 2009-2010 | 4.ª etapa do Brixia Tour          | Domenico Pozzovivo |
| 25 de julho    | UCI Europe Tour de 2009-2010 | Brixia Tour                       | Domenico Pozzovivo |
| 19 de agosto   | UCI Europe Tour de 2009-2010 | Coppa Bernocchi                   | Manuel Belletti    |
| 15 de setembro | UCI Europe Tour de 2009-2010 | 5.ª etapa da Volta à Grã-Bretanha | Marco Frapporti    |

### 2011

#### Circuitos Continentais da UCI
| Datas         | Circuito                     | Corridas                                | Vencedor           |
| 30 de janeiro | UCI Europe Tour de 2010-2011 | 3.ª etapa do Giro de Reggio Calabria    | Manuel Belletti    |
| 22 de março   | UCI Europe Tour de 2010-2011 | 1.ªA etapa da Settimana Coppi e Bartali | Manuel Belletti    |
| 15 de abril   | UCI Europe Tour de 2010-2011 | 3.ª etapa da Volta a Castela e Leão     | Filippo Savini     |
| 26 de abril   | UCI Europe Tour de 2010-2011 | 3.ª etapa do Volta à Turquia            | Manuel Belletti    |
| 6 de julho    | UCI Asia Tour de 2010-2011   | 5.ª etapa da Volta ao Lago Qinghai      | Sacha Modolo       |
| 10 de julho   | UCI Asia Tour de 2010-2011   | 9.ª etapa da Volta ao Lago Qinghai      | Sacha Modolo       |
| 20 de julho   | UCI Europe Tour de 2010-2011 | 1.ª etapa do Brixia Tour                | Marco Frapporti    |
| 22 de julho   | UCI Europe Tour de 2010-2011 | 3.ª etapa do Brixia Tour                | Manuel Belletti    |
| 23 de julho   | UCI Europe Tour de 2010-2011 | 4.ª etapa do Brixia Tour                | Domenico Pozzovivo |
| 24 de julho   | UCI Europe Tour de 2010-2011 | 5.ª etapa do Brixia Tour                | Sacha Modolo       |
| 3 de agosto   | UCI Europe Tour de 2010-2011 | 1.ª etapa da Volta à Dinamarca          | Sacha Modolo       |
| 6 de agosto   | UCI Europe Tour de 2010-2011 | 4.ª etapa da Volta à Dinamarca          | Sacha Modolo       |
| 17 de agosto  | UCI Europe Tour de 2010-2011 | Coppa Agostoni                          | Sacha Modolo       |
| 1 de setembro | UCI Europe Tour de 2010-2011 | 2.ª etapa da Semana Lombarda            | Sacha Modolo       |
| 2 de setembro | UCI Europe Tour de 2010-2011 | 3.ª etapa da Semana Lombarda            | Sacha Modolo       |
| 6 de setembro | UCI Europe Tour de 2010-2011 | 1.ª etapa do Giro de Padania            | Sacha Modolo       |
| 8 de setembro | UCI Europe Tour de 2010-2011 | 3.ª etapa do Giro de Padania            | Sacha Modolo       |
| 6 de outubro  | UCI Europe Tour de 2010-2011 | Coppa Sabatini                          | Enrico Battaglin   |

### 2012

#### UCI WorldTour
| Datas      | Corridas                   | Vencedor           |
| 13 de maio | 7.ª etapa do Giro d'Italia | Domenico Pozzovivo |

#### Circuitos Continentais da UCI
| Datas         | Circuito                     | Corridas                            | Vencedor           |
| 1 de março    | UCI Asia Tour de 2011-2012   | 7.ª etapa do Tour de Langkawi       | Marco Canola       |
| 19 de abril   | UCI Europe Tour de 2011-2012 | 3.ª etapa do Giro do Trentino       | Domenico Pozzovivo |
| 20 de abril   | UCI Europe Tour de 2011-2012 | Giro do Trentino                    | Domenico Pozzovivo |
| 26 de abril   | UCI Europe Tour de 2011-2012 | 5.ª etapa do Volta à Turquia        | Andrea Dei Corrado |
| 27 de abril   | UCI Europe Tour de 2011-2012 | 6.ª etapa do Volta à Turquia        | Sacha Modolo       |
| 16 de junho   | UCI Europe Tour de 2011-2012 | 3.ª etapa do Volta à Eslovénia      | Domenico Pozzovivo |
| 3 de julho    | UCI Europe Tour de 2011-2012 | 3.ª etapa da Volta à Áustria        | Sacha Modolo       |
| 6 de julho    | UCI Europe Tour de 2011-2012 | 6.ª etapa da Volta à Áustria        | Sacha Modolo       |
| 16 de agosto  | UCI Europe Tour de 2011-2012 | Coppa Bernocchi                     | Sacha Modolo       |
| 3 de setembro | UCI Europe Tour de 2011-2012 | 1.ªb etapa do Giro de Padania (CRE) | Colnago-CSF Inox   |
| 4 de setembro | UCI Europe Tour de 2011-2012 | 2.ª etapa do Giro de Padania        | Sacha Modolo       |

## Bardiani Valvole-CSF Inox

### 2013

#### UCI WorldTour
| Datas     | Corridas                   | Vencedor         |
| 7 de maio | 4.ª etapa do Giro d'Italia | Enrico Battaglin |

#### Circuitos Continentais da UCI
| Datas         | Circuito                      | Corridas                            | Vencedor         |
| 22 de janeiro | UCI America Tour de 2012-2013 | 2.ª etapa do Tour de San Luis       | Sacha Modolo     |
| 7 de julho    | UCI Asia Tour de 2012-2013    | 1.ª etapa da Volta ao Lago Qinghai  | Sacha Modolo     |
| 10 de julho   | UCI Asia Tour de 2012-2013    | 4.ª etapa da Volta ao Lago Qinghai  | Sacha Modolo     |
| 14 de julho   | UCI Asia Tour de 2012-2013    | 8.ª etapa da Volta ao Lago Qinghai  | Sacha Modolo     |
| 16 de julho   | UCI Asia Tour de 2012-2013    | 9.ª etapa da Volta ao Lago Qinghai  | Sacha Modolo     |
| 18 de julho   | UCI Asia Tour de 2012-2013    | 11.ª etapa da Volta ao Lago Qinghai | Sacha Modolo     |
| 19 de julho   | UCI Asia Tour de 2012-2013    | 12.ª etapa da Volta ao Lago Qinghai | Sacha Modolo     |
| 21 de agosto  | UCI Europe Tour de 2012-2013  | 2.ª etapa do Tour de Limusino       | Andrea Pasqualon |
| 22 de agosto  | UCI Europe Tour de 2012-2013  | Coppa Bernocchi                     | Sacha Modolo     |
| 31 de agosto  | UCI Europe Tour de 2012-2013  | Memorial Marco Pantani              | Sacha Modolo     |

## Bardiani-CSF Pro Team

### 2014

#### UCI WorldTour
| Datas      | Corridas                    | Vencedor         |
| 23 de maio | 13.ª etapa do Giro d'Italia | Marco Canola     |
| 24 de maio | 14.ª etapa do Giro d'Italia | Enrico Battaglin |
| 28 de maio | 17.ª etapa do Giro d'Italia | Stefano Pirazzi  |

#### Circuitos Continentais da UCI
| Datas          | Circuito                     | Corridas                              | Vencedor            |
| 23 de abril    | UCI Europe Tour de 2013-2014 | 2.ª etapa do Giro do Trentino         | Edoardo Zardini     |
| 21 de junho    | UCI Europe Tour de 2013-2014 | 2.ª etapa do Volta à Eslovénia        | Sonny Colbrelli     |
| 22 de junho    | UCI Europe Tour de 2013-2014 | 3.ª etapa do Volta à Eslovénia        | Francesco Bongiorno |
| 24 de junho    | UCI Europe Tour de 2013-2014 | Giro dos Apeninos                     | Sonny Colbrelli     |
| 10 de agosto   | UCI Europe Tour de 2013-2014 | 5.ª etapa da Volta à Dinamarca        | Nicola Boem         |
| 28 de agosto   | UCI Europe Tour de 2013-2014 | 3.ª etapa do Tour de Poitou-Charentes | Nicola Ruffoni      |
| 9 de setembro  | UCI Europe Tour de 2013-2014 | 3.ª etapa da Volta à Grã-Bretanha     | Edoardo Zardini     |
| 20 de setembro | UCI Europe Tour de 2013-2014 | Memorial Marco Pantani                | Sonny Colbrelli     |
| 21 de setembro | UCI Europe Tour de 2013-2014 | G. P. Indústria e Comércio de Prato   | Sonny Colbrelli     |
| 10 de outubro  | UCI Europe Tour de 2013-2014 | Coppa Sabatini                        | Sonny Colbrelli     |

### 2015

#### UCI WorldTour
| Datas      | Corridas                    | Vencedor    |
| 19 de maio | 10.ª etapa do Giro d'Italia | Nicola Boem |

#### Circuitos Continentais da UCI
| Datas         | Circuito                | Corridas                      | Vencedor        |
| 18 de agosto  | UCI Europe Tour de 2015 | 1.ª etapa do Tour de Limusino | Sonny Colbrelli |
| 21 de agosto  | UCI Europe Tour de 2015 | Tour de Limusino              | Sonny Colbrelli |
| 11 de outubro | UCI Europe Tour de 2015 | Grande Prêmio Bruno Beghelli  | Sonny Colbrelli |

## Bardiani-CSF

### 2016

#### UCI WorldTour
| Datas      | Corridas                    | Vencedor       |
| 17 de maio | 10.ª etapa do Giro d'Italia | Giulio Ciccone |

#### Circuitos Continentais da UCI
| Datas           | Circuito                | Corridas                              | Vencedor        |
| 28 de fevereiro | UCI Europe Tour de 2016 | Grande Prêmio de Lugano               | Sonny Colbrelli |
| 27 de março     | UCI Europe Tour de 2016 | 3.ª etapa da Semana Coppi e Bartali   | Stefano Pirazzi |
| 3 de julho      | UCI Europe Tour de 2016 | 1.ª etapa da Volta à Áustria          | Nicola Ruffoni  |
| 7 de julho      | UCI Europe Tour de 2016 | 5.ª etapa da Volta à Áustria          | Simone Sterbini |
| 8 de julho      | UCI Europe Tour de 2016 | 6.ª etapa da Volta à Áustria          | Nicola Ruffoni  |
| 18 de agosto    | UCI Europe Tour de 2016 | 3.ª etapa do Tour de Limusino         | Sonny Colbrelli |
| 19 de agosto    | UCI Europe Tour de 2016 | 4.ª etapa do Tour de Limusino         | Sonny Colbrelli |
| 26 de agosto    | UCI Europe Tour de 2016 | 5.ª etapa do Tour de Poitou-Charentes | Sonny Colbrelli |
| 15 de setembro  | UCI Europe Tour de 2016 | Coppa Agostoni                        | Sonny Colbrelli |
| 22 de setembro  | UCI Europe Tour de 2016 | Coppa Sabatini                        | Sonny Colbrelli |
| 25 de setembro  | UCI Europe Tour de 2016 | Grande Prêmio Bruno Beghelli          | Nicola Ruffoni  |
| 27 de setembro  | UCI Europe Tour de 2016 | Três Vales Varesinos                  | Sonny Colbrelli |

### 2017

#### Circuitos Continentais da UCI
| Datas           | Circuito                 | Corridas                      | Vencedor       |
| 27 de fevereiro | UCI Asia Tour de 2017    | 6.ª etapa do Tour de Langkawi | Enrico Barbin  |
| 20 de abril     | UCI Europe Tour de 2017  | 3.ª etapa do Tour da Croácia  | Nicola Ruffoni |
| 21 de abril     | UCI Europe Tour de 2017  | 4.ª etapa do Tour da Croácia  | Nicola Ruffoni |
| 5 de agosto     | UCI America Tour de 2017 | 6.ª etapa do Tour de Utah     | Giulio Ciccone |

### 2018

#### Circuitos Continentais da UCI
| Datas         | Circuito                | Corridas                      | Vencedor           |
| 9 de março    | UCI Europe Tour de 2018 | 1.ª etapa da Volta a Rodas    | Mirco Maestri      |
| 11 de março   | UCI Europe Tour de 2018 | Volta a Rodas                 | Mirco Maestri      |
| 18 de março   | UCI Asia Tour de 2018   | 1.ª etapa do Tour de Langkawi | Andrea Guardini    |
| 25 de março   | UCI Asia Tour de 2018   | 8.ª etapa do Tour de Langkawi | Andrea Guardini    |
| 20 de abril   | UCI Europe Tour de 2018 | 4.ª etapa do Tour da Croácia  | Alessandro Tonelli |
| 22 de abril   | UCI Europe Tour de 2018 | Giro dos Apeninos             | Giulio Ciccone     |
| 22 de abril   | UCI Europe Tour de 2018 | 6.ª etapa do Tour da Croácia  | Paolo Simion       |
| 16 de agosto  | UCI Europe Tour de 2018 | 2.ª etapa do Tour de Limusino | Luca Wackermann    |
| 26 de outubro | UCI Asia Tour de 2019   | 4.ª etapa do Tour de Hainan   | Andrea Guardini    |

### 2019

#### Circuitos Continentais da UCI
| Datas         | Circuito                | Corridas                            | Vencedor        |
| 17 de março   | UCI Europe Tour de 2019 | 3.ª etapa do Istrian Spring Trophy  | Andrea Guardini |
| 24 de julho   | UCI Asia Tour de 2019   | 10.ª etapa da Volta ao Lago Qinghai | Andrea Guardini |
| 8 de setembro | UCI Asia Tour de 2019   | 2.ª etapa do Tour da China I (CRI)  | Mirco Maestri   |

## Bardiani-CSF-Faizanè

### 2020

#### Circuitos Continentais da UCI
| Datas           | Circuito                | Corridas                     | Vencedor         |
| 21 de fevereiro | UCI Europe Tour de 2020 | 2.ª etapa do Tour de Antalya | Giovanni Lonardi |

### 2021

#### Circuitos Continentais da UCI
| Datas          | Circuito                           | Corridas                           | Vencedor         |
| 6 de fevereiro | UCI Europe Tour de 2021            | Grande Prêmio de Alanya            | Davide Gabburo   |
| 7 de março     | UCI Europe Tour de 2021            | Porec Trophy                       | Filippo Fiorelli |
| 13 de março    | UCI Europe Tour de 2021            | 2.ª etapa do Istrian Spring Trophy | Filippo Zana     |
| 21 de março    | UCI Europe Tour de 2021            | Grande Prêmio Eslovénia Istria     | Mirco Maestri    |
| 30 de maio     | UCI Europe Tour de 2021            | GP Eslovénia                       | Mirco Maestri    |
| 5 de junho     | Copa das Nações UCI sub-23 de 2021 | 2.ª etapa da Corrida da Paz sub-23 | Filippo Zana     |
| 6 de junho     | Copa das Nações UCI sub-23 de 2021 | Corrida da Paz sub-23              | Filippo Zana     |
| 1 de julho     | UCI Europe Tour de 2021            | 1.ª etapa do Volta à Bulgária      | Giovanni Lonardi |
| 8 de agosto    | UCI Europe Tour de 2021            | Sazka Tour                         | Filippo Zana     |

### 2022

#### Circuitos Continentais da UCI
| Datas          | Circuito                | Corridas                                    | Vencedor           |
| 5 de fevereiro | UCI Europe Tour de 2022 | Grande Prêmio de Alanya                     | Alessio Martinelli |
| 3 de abril     | UCI Europe Tour de 2022 | Troféu Piva                                 | Martin Marcellusi  |
| 3 de maio      | UCI Europe Tour de 2022 | 4.ª etapa da Carpathian Couriers Race (CRI) | Alessio Martinelli |
| 8 de maio      | UCI Europe Tour de 2022 | Grande Prêmio Indústrias do Mármore         | Alessio Martinelli |
| 8 de junho     | UCI Europe Tour de 2022 | Adriatica Ionica                            | Filippo Zana       |
| 3 de julho     | UCI Europe Tour de 2022 | 1.ª etapa do Tour de Sibiu                  | Filippo Fiorelli   |

#### Campeonatos nacionais
| Datas       | Corridas                        | Vencedor     |
| 26 de junho | Campeonato da Itália em Estrada | Filippo Zana |